# Kantorhaus Kirchplatz 4
Das Kantorhaus Kirchplatz 4 in Bruchhausen-Vilsen an der Brautstraße neben der St. Cyriakus-Kirche stammt aus dem 19. Jahrhundert. Es wird heute (2022) als Gemeinde- und Friedhofsbüro Vilsen der Gemeinden Bruchhausen und Vilsen genutzt.
Das Gebäude steht unter Denkmalschutz (siehe auch Liste der Baudenkmale in Bruchhausen-Vilsen).

## Geschichte
Das eingeschossige verklinkerte historisierende Gebäude mit Satteldach wurde gegen Ende des 19. Jahrhunderts im Stil der Gründerzeit als Haus für den Kantor der evangelisch-lutherischen St. Cyriakus-Kirchengemeinde gebaut. Im Dachgeschoss befand sich eine weitere kleine Wohnung. Später war hier die Diakonie-Station der Kirche. Es wird seit 2022 als Gemeinde- und Friedhofsbüro Vilsen genutzt.
Auf dem Kirchplatz steht auch das ehemalige Pfarrhaus Kirchplatz 3 als Pfarramt der Gemeinden.